# Vrijheidscarillon
Het Vrijheidscarillon in Amsterdam is een klokkenspel dat in 1952 is vervaardigd door de firma A.H. van Bergen te Heiligerlee op initiatief van het Nederlandse Comité Nationale Herdenking. 
Het heeft op verscheidene plaatsen gehangen, waaronder op de Dam in 1955. Het is in 1960 aangeboden aan de gemeente Amsterdam. Deze besloot in eind mei van dat jaar het carillon te plaatsen op het Plein '40-'45 in de wijk Slotermeer, bij de Slotermeerlaan. Er was nog een idee om er tevens een monument bij te plaatsen, maar daar werd later niets meer over vernomen. Het plein ligt in een buurt waar veel straatnamen zijn vernoemd naar verzetsstrijders uit Nederland in de Tweede Wereldoorlog. In 1960 maakte de gemeenteraad 175.000 gulden vrij voor het geheel. Het Vrijheidscarillon werd in gebruik genomen op 4 mei 1961. Koningin Juliana der Nederlanden zette het carillon elektronisch in werking; rechter en beiaardier Romke de Waard was de eerste die het carillon bespeelde, al dan niet begeleid door de Amsterdamse Politiekapel. De Waard sloot zelf af met het Wilhelmus.. Jaarlijks wordt op 4 mei een herdenking op het plein gehouden. Op 29 maart 2011 werd het tot gemeentelijk monument benoemd. In 2021 kwam er een nieuwe verlichtingsinstallatie en werden er (nieuwe) informatieborden geplaatst.

## Techniek
De gemeente schakelde de Dienst der Publieke Werken in om de klokkenstoel te plaatsen. Het plein gaf een aantal problemen. De wijk Slotermeer is gebouwd op grond die gehaald werd uit de Sloterplas en die niet altijd even stevig is. Er moest voor het dan 2000 kg wegend gevaarte een fundering geplaatst worden. Niet alleen de zachte grond speelde plaatsing parten. Het plein is ook windgevoelig met de rondom liggende bebouwing, maar ook zeker de afwezigheid van bebouwing bij de havenkom, het eind van de Burgemeester van Tienhovengracht. Tot slot zou de klokkenstoel het hoogste object worden op het plein, dus ook over blikseminslagbeveiliging moest nagedacht worden. Dat er in de grond van het plein geen enkele vorm van elektra aanwezig was droeg niet bij tot eenvoudig plaatsen. Al bij het plan tot bouw werd gekeken naar de plaats van het carillon. De gedachte was dat bij de 4-meivieringen dikwijls orkesten zouden plaatsnemen nabij het carillon; voor samenspel was het dus noodzakelijk dat er voldoende ruimte voor een orkest was en dat de beiaardier dan ook de dirigent zou kunnen zien.
Aan de architect Dick Slebos, meer bekend vanwege zijn ontwerpen voor bruggen en tunnels, werd gevraagd om een stevig bouwwerk te ontwerpen voor het carillon. Hij kwam met een vijftien meter hoge klokkenstoel, die gedragen wordt door vier paar onder helling geplaatste betonnen zuilen, een cabine en zelfs een afdak. Een los aluminium trapje, dat hij ook had ontworpen, werd bij oplevering toch een vaste trap. Door onder helling geplaatste zuilen toe te passen worden krachten beter verdeeld, maar het had wel tot gevolg dat ook de benodigde vier heipalen onder een hoek de grond in geheid moesten worden.  
Met het carillon was het ontwerp van Slebos nog niet af. Voor toespraken (en vermoedelijk ook voor het nog te plaatsen kunstwerk) werd een zwart betonnen platform neergelegd. Bij 4-meiherdenkingen moet er ook vlagvertoon plaatsvinden. Slebos kwam met een 18 meter hoge vlaggenmast, die stevig in de grond verankerd moest worden (vermoedelijk een betonnen heipaal of betonplaat) in verband met de eerdergenoemde luchtstromen. De onderste drie meter van de vlaggenmast is omkleed. Op de sokkel van de vlaggenmast is een plaquette gemonteerd met de tekst: "Hier herdenken wij onze gevallenen uit de jaren 1940-1945". In het geheel werd bijna twintig kubieke meter zwart basaltbeton verbruikt; zelfs de kleur zwart was van tevoren bepaald (kleur zwart nr. 1133).
Op 26 december 1960 begonnen de werkzaamheden, die vlak voor de ingebruikname beëindigd werden.

## Carillon
Er bevinden zich 31 klokken in het carillon, waarvan er één luidklok is. Aanvankelijk waren er 23 klokken. De oorspronkelijk grootste zijn vernoemd naar (koningin) Wilhelmina, (koningin) Juliana en (prins) Bernhard en de oorspronkelijke elf provincies van Nederland (Flevoland was nog geen provincie). De negen kleinere (oorspronkelijke) klokken dragen de nationale wapenspreuk Je maintiendrai. Tijdens de renovatie in 1995 werden vier grote basklokken en vier kleine klokken toegevoegd door Petit & Fritsen Met de namen Beatrix (nu de zwaarste klok, 265 kg), Willem-Alexander (185 kg), Johan Friso (132 kg) en Constantijn (100 kg). Door de uitbreiding heeft het carillon nu een bereik van twee-en-een-half octaaf. Op 4 mei 1995 was de ingebruikname van het uitgebreide klokkenspel.

## Afbeeldingen

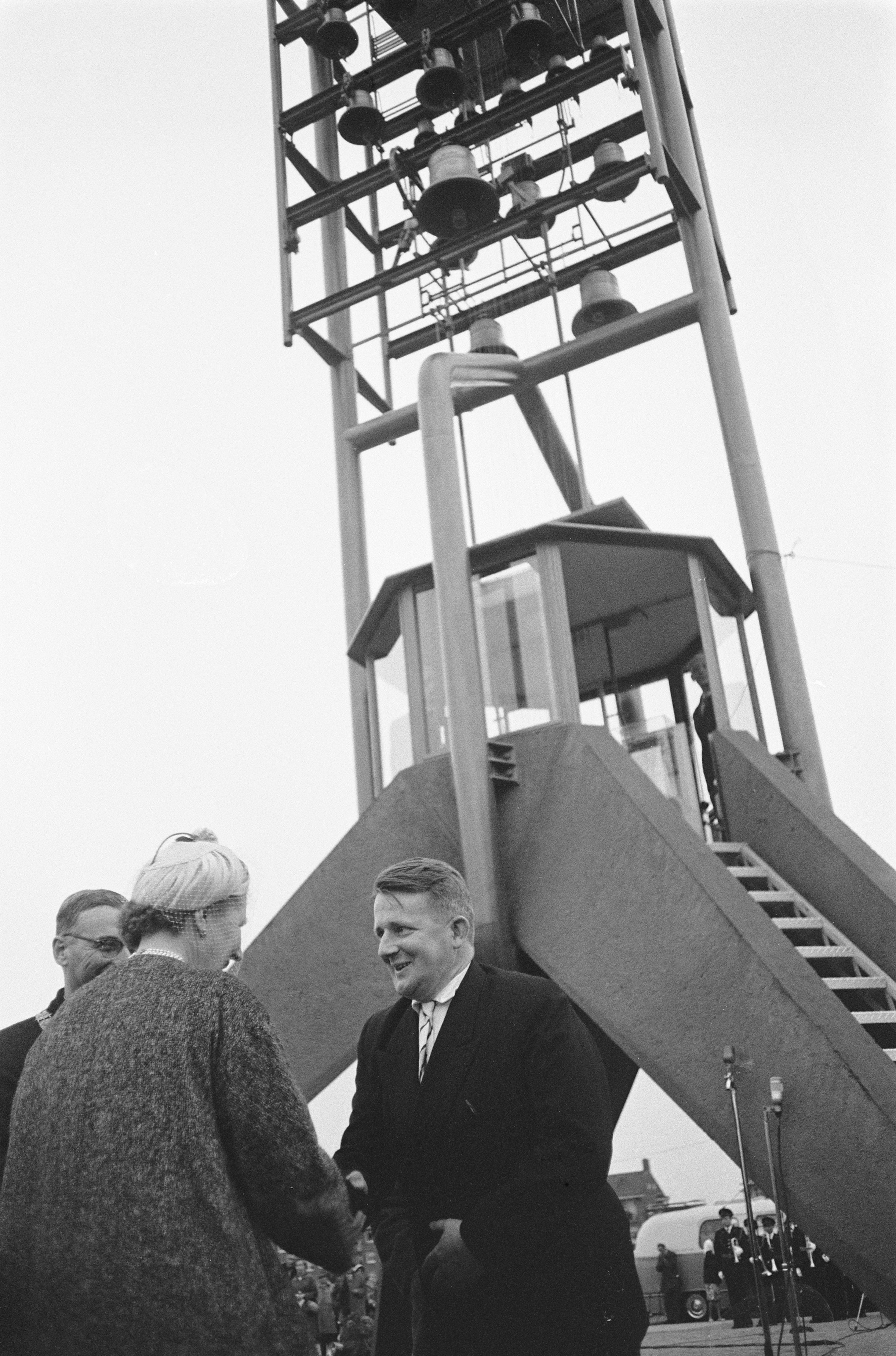
Juliana en De Waard op 4 mei 1961
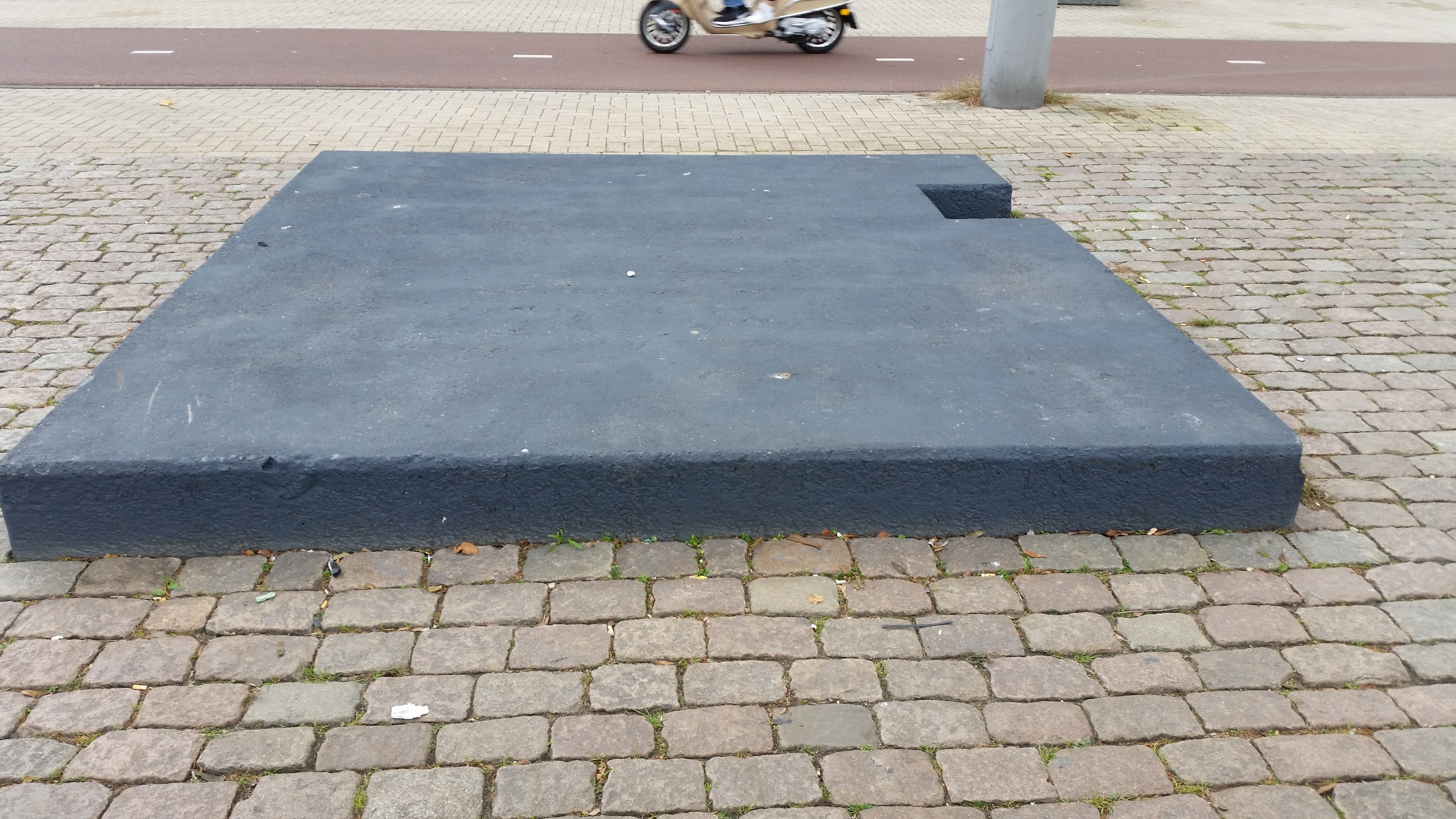
Het bijbehorend platform (oktober 2018)
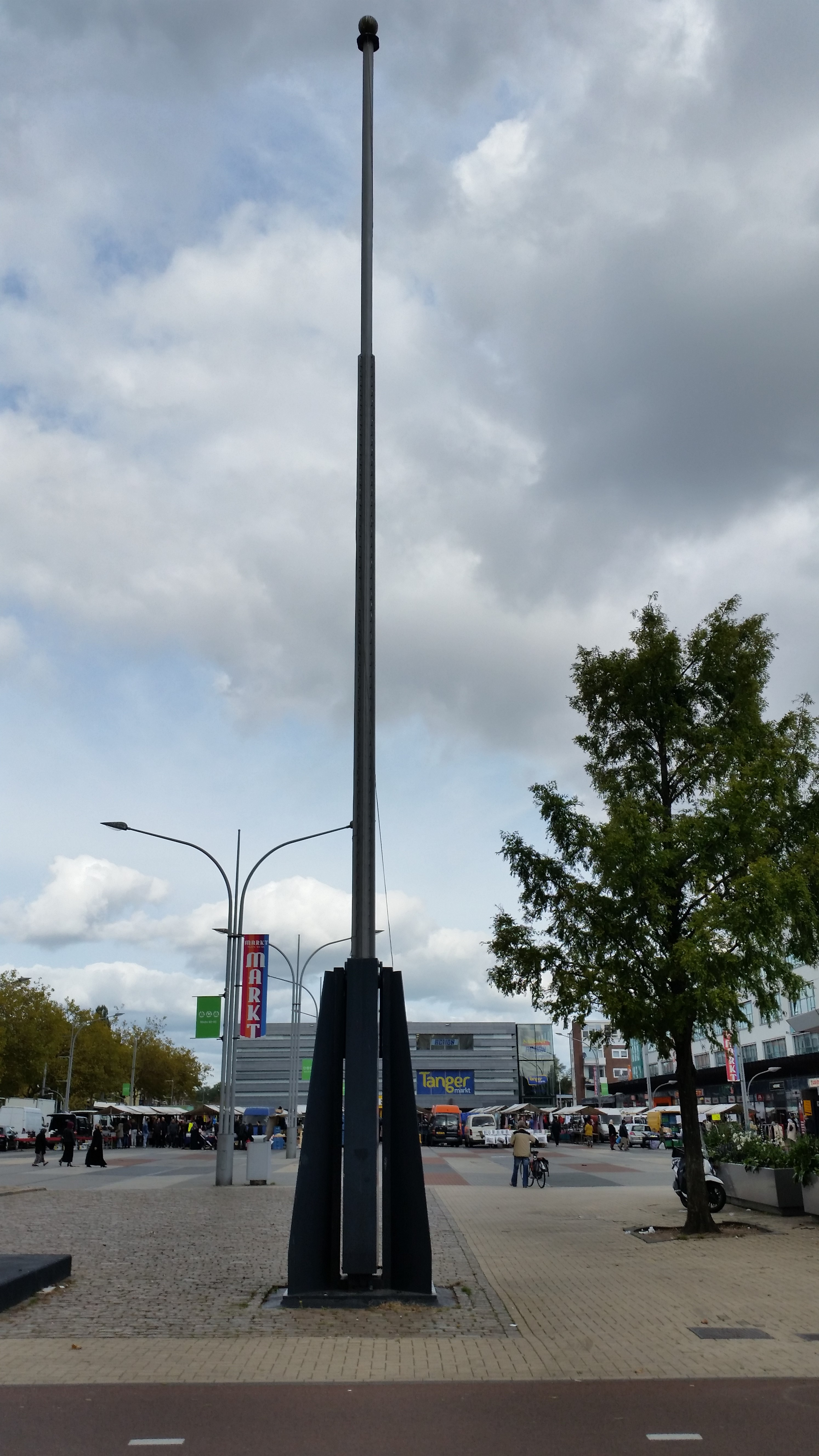
De bijbehorende vlaggenmast (oktober 2018)